# Pulchroboletus roseoalbidus
Bolet blanc rosé, Bolet rose pâle
Espèce
Statut de conservation UICN

 DD  : Données insuffisantes
Pulchroboletus roseoalbidus, le Bolet blanc rosé, anciennement Xerocomus roseoalbidus, est une espèce rare de champignons (Fungi) basidiomycètes du genre Pulchroboletus dans la famille des Boletaceae. Il est caractérisé par son chapeau blanc rosé, sa chair bleuissante rose dans le chapeau à la coupe et son habitat méditerranéen. Il pousse souvent en touffes de plusieurs individus.

## Taxonomie
Le nom correct complet (avec auteur) de ce taxon est Pulchroboletus roseoalbidus (Alessio & Littini) Gelardi, Vizzini & Simonini. 
L'espèce a été initialement classée dans le genre Xerocomus sous le basionyme Xerocomus roseoalbidus Alessio & Littini.

### Synonymes
Pulchroboletus roseoalbidus a pour synonymes :
- Boletus roseoalbidus (Alessio & Littini) G.Moreno & Heykoop
- Xerocomus calaniensis R.Fernandez
- Xerocomus roseoalbidus (Alessio & Littini) Gelardi, Vizzini & Simonini
- Xerocomus roseoalbidus Alessio & Littini

### Étymologie
L'épithète spécifique roseoalbidus (roseo = rose, albidus = blanc) fait référence à la couleur du chapeau.

### Noms vulgaires et vernaculaires
Ce taxon porte en français les noms vernaculaires ou normalisés suivants : bolet blanc rosé, bolet rose pâle.

## Description du sporophore

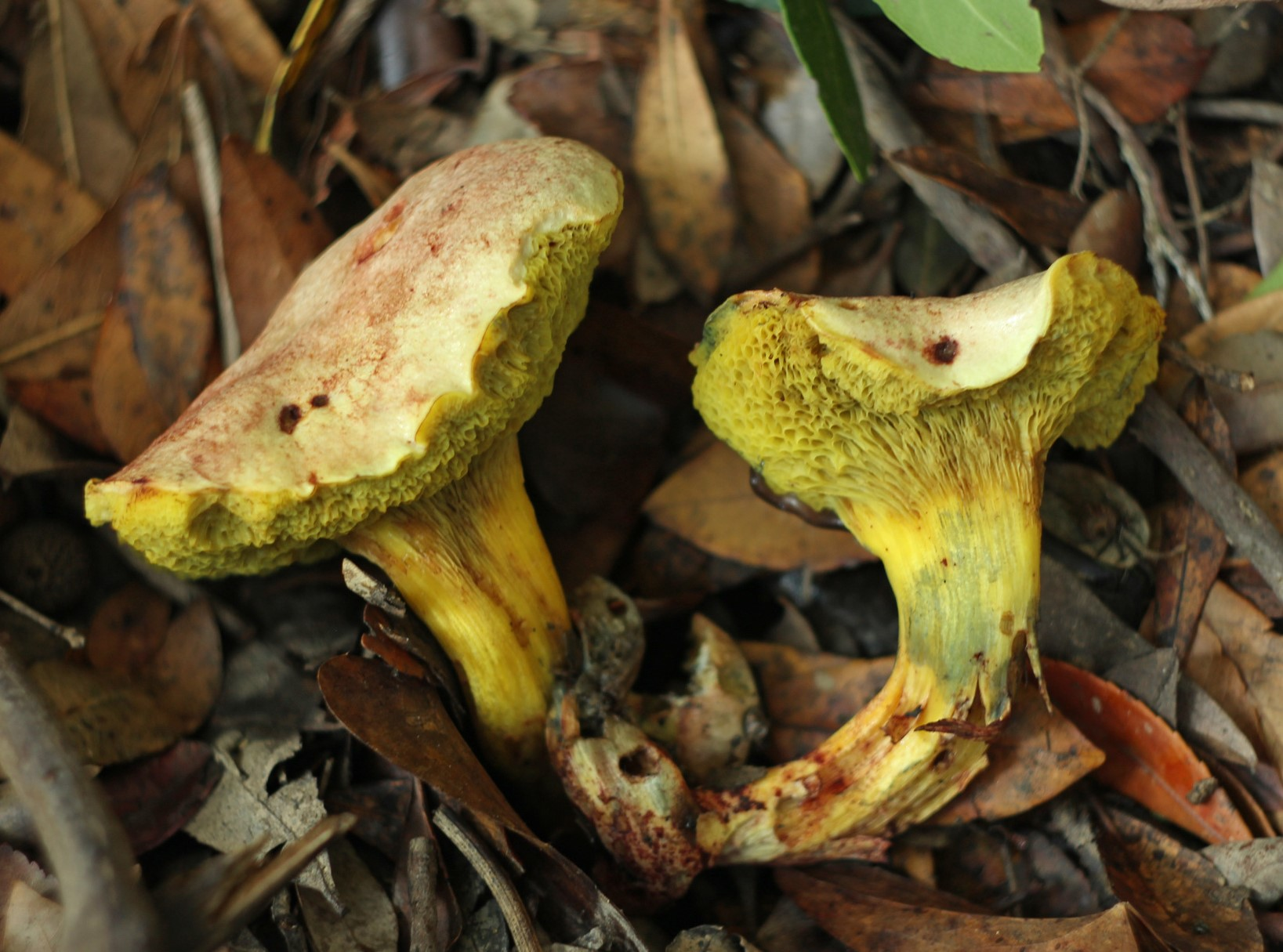
Bolet blanc rosé.

Les bolets sont des champignons dont l'hyménophore, constitué de tubes et terminés par des pores, se sépare facilement de la chair du chapeau. Ce chapeau d'abord rond, recouvert d'une cuticule, devient convexe à mesure qu’il vieillit. Ils ont un pied (stipe) central assez épais et une chair compacte. Les caractéristiques morphologiques de P. roseoalbidus sont les suivantes :
Son chapeau mesure de 2 à 6 cm, il est sec ou un peu gras par temps humide, de couleur crème-rose, brun-rose, parfois taché de rouge sang.
L'hyménophore présente des tubes d'abord jaunes puis jaune olivâtre, bleuissant au toucher. Les pores sont concolores aux tubes.
Son stipe mesure 2 à 6 cm x 0,5 x 2 cm, toujours en pointe à la base et même radicant, jaune et souvent piqueté de petits points rouges, avec en général une zone annulaire granuleuse en relief.
La chair est rose dans le chapeau et jaune dans le pied, bleuissante. Sa saveur est douce et son odeur est très faible.

## Galerie

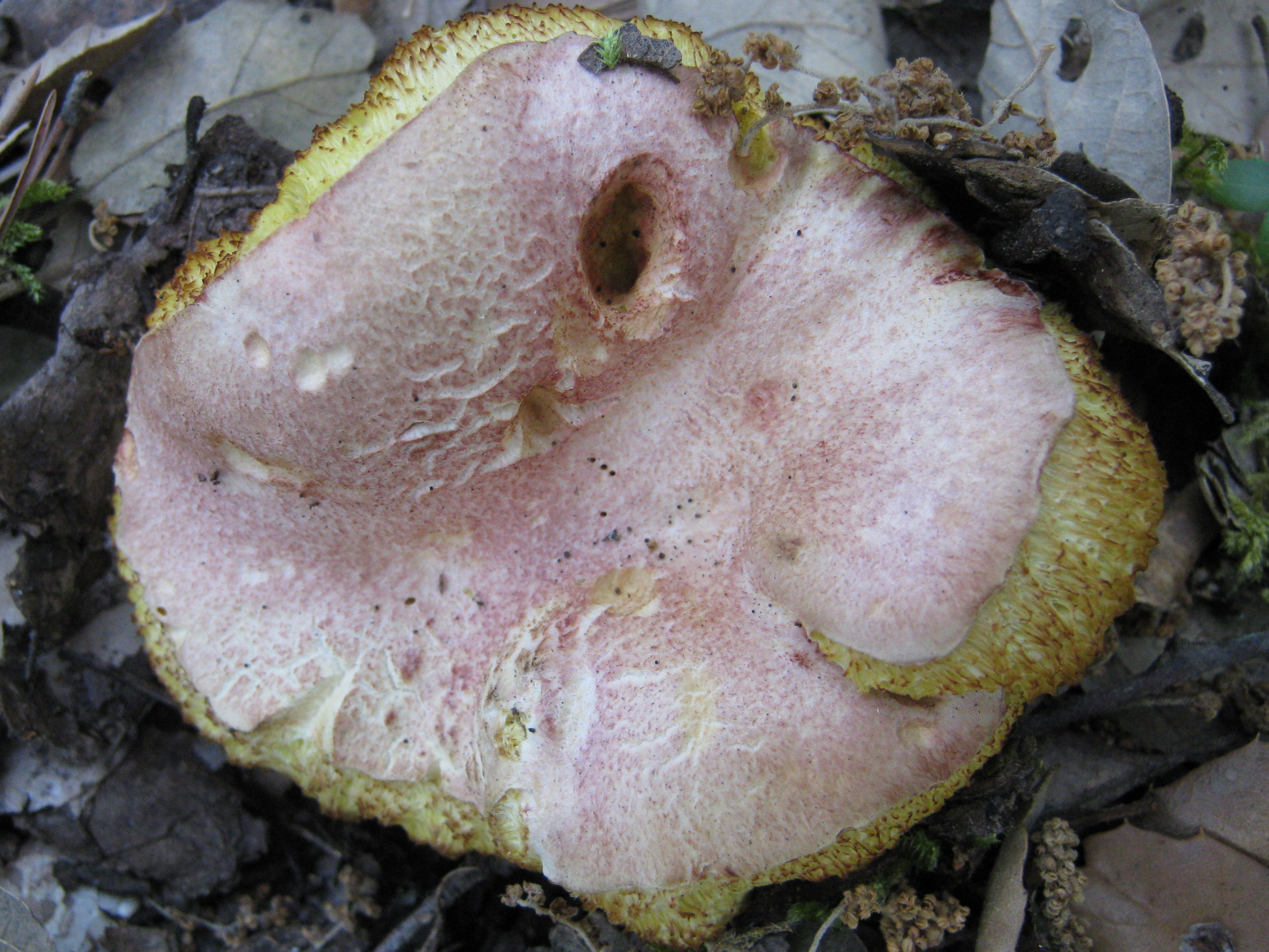
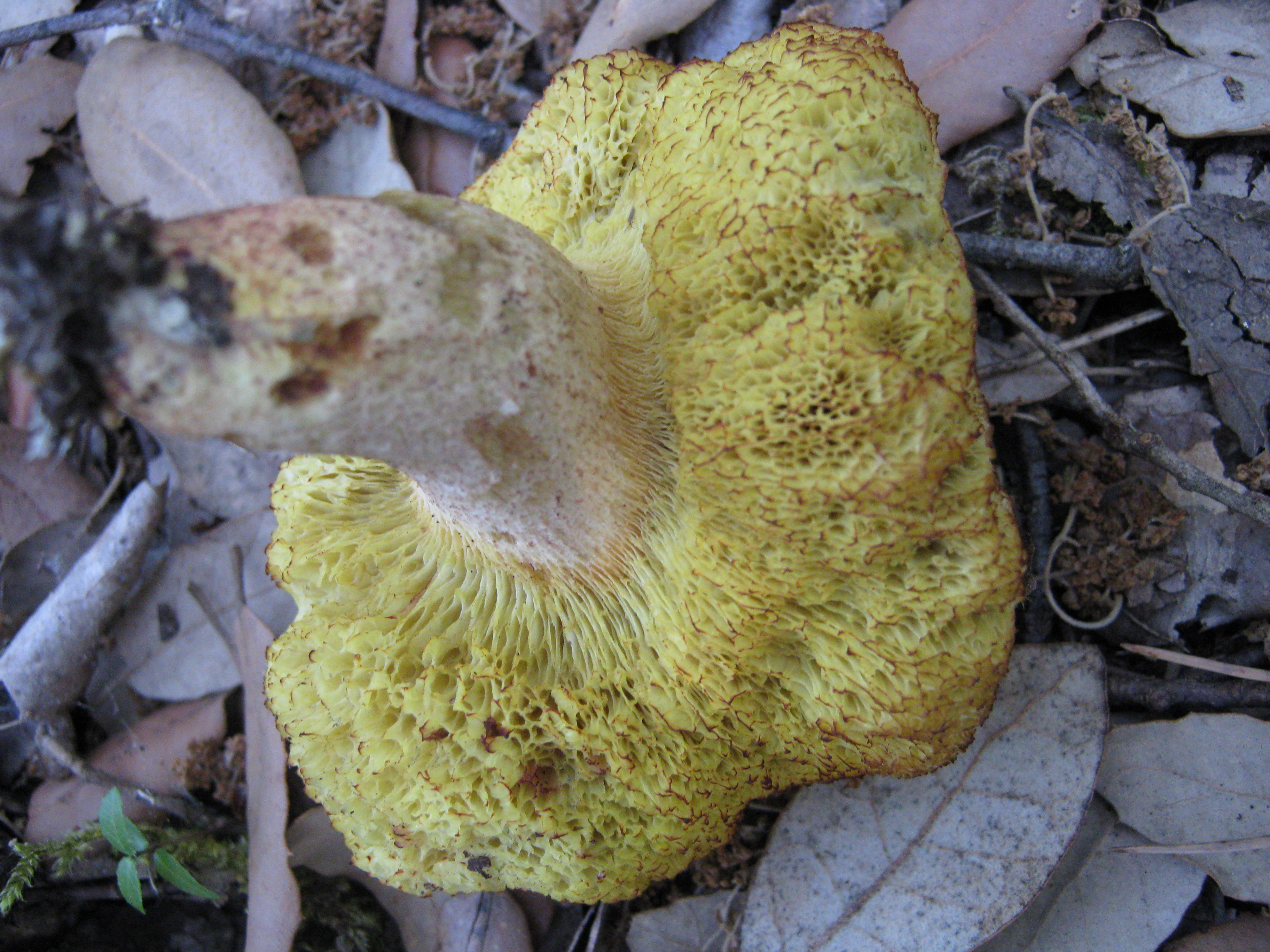
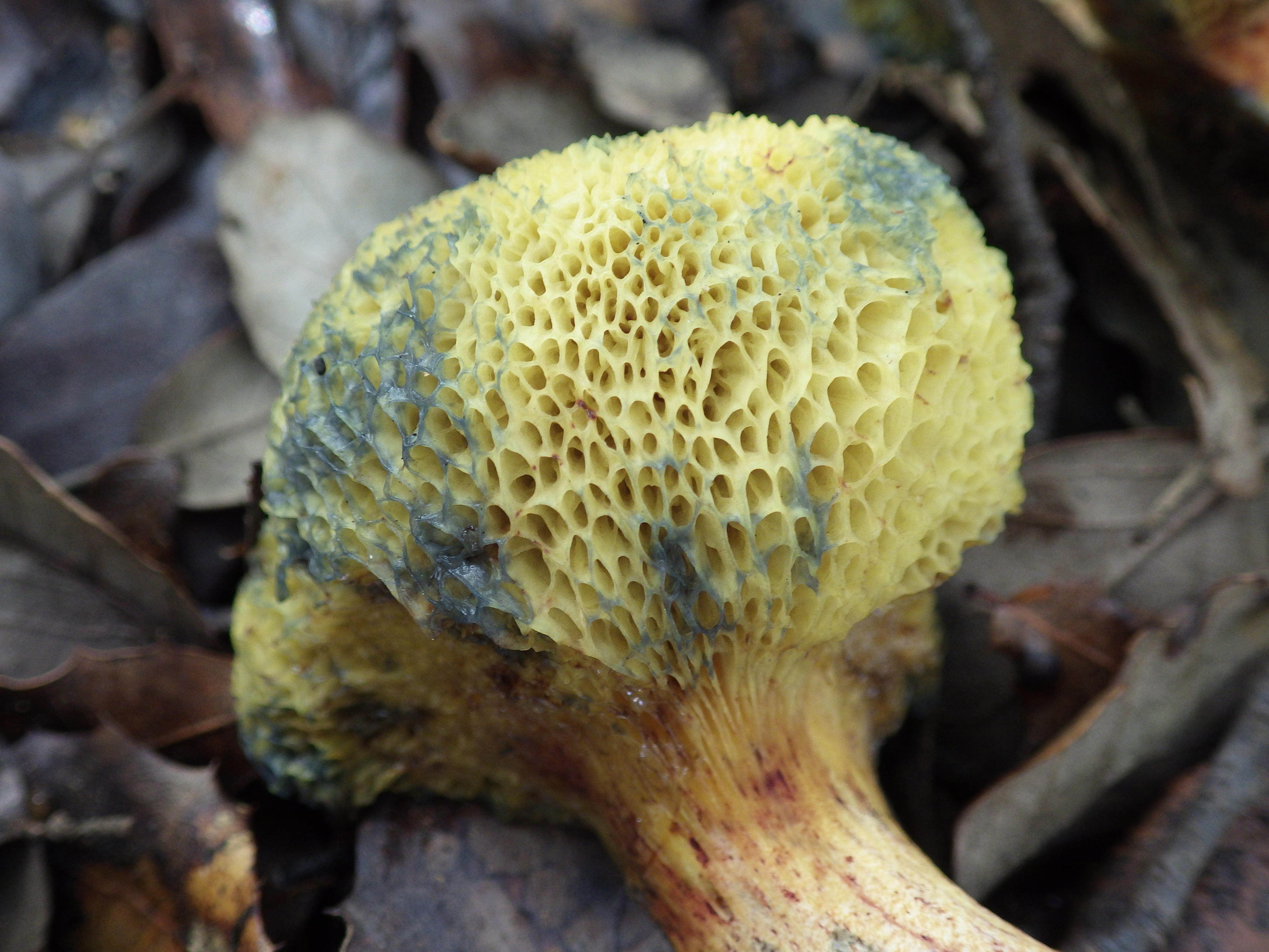
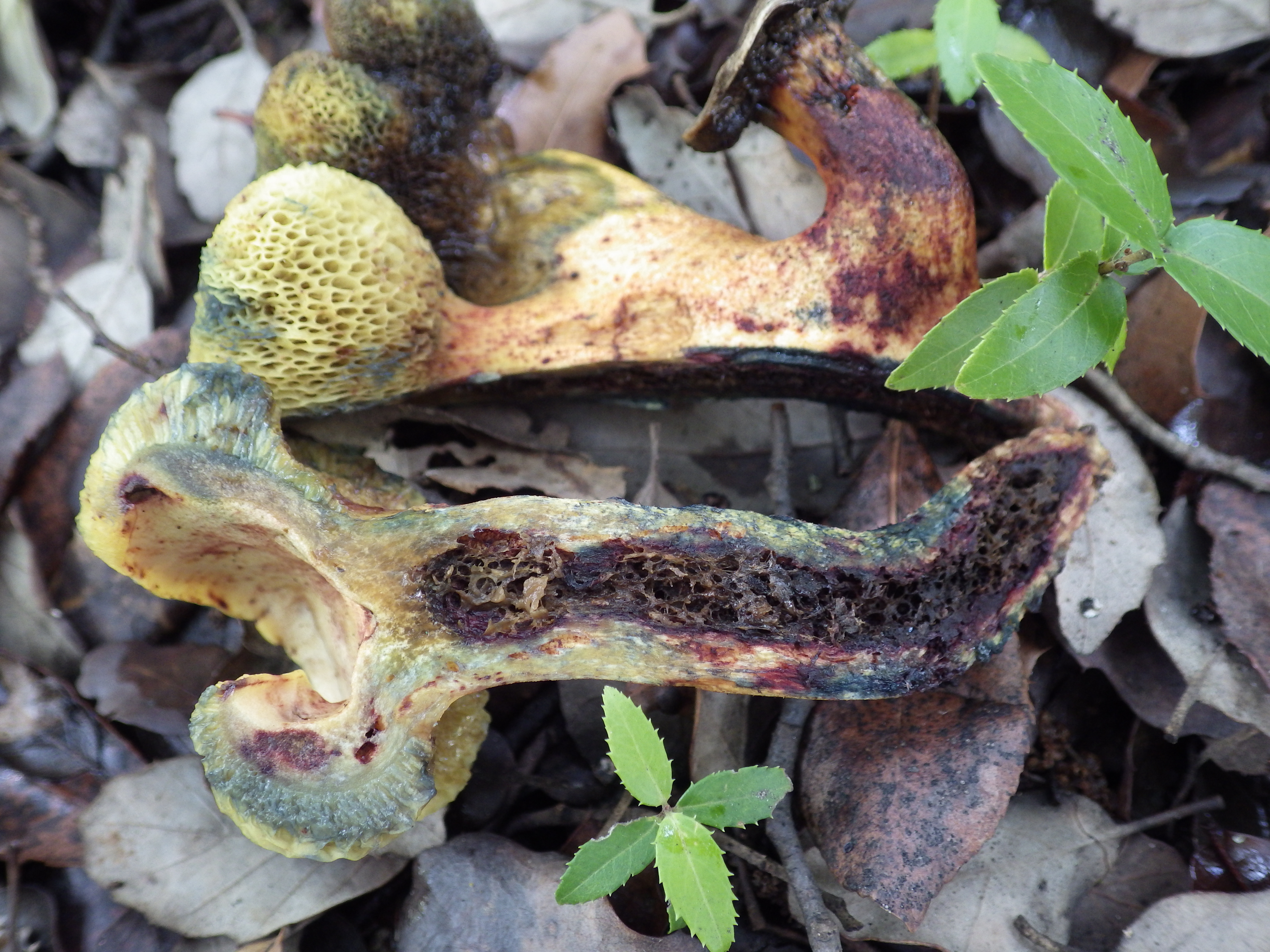
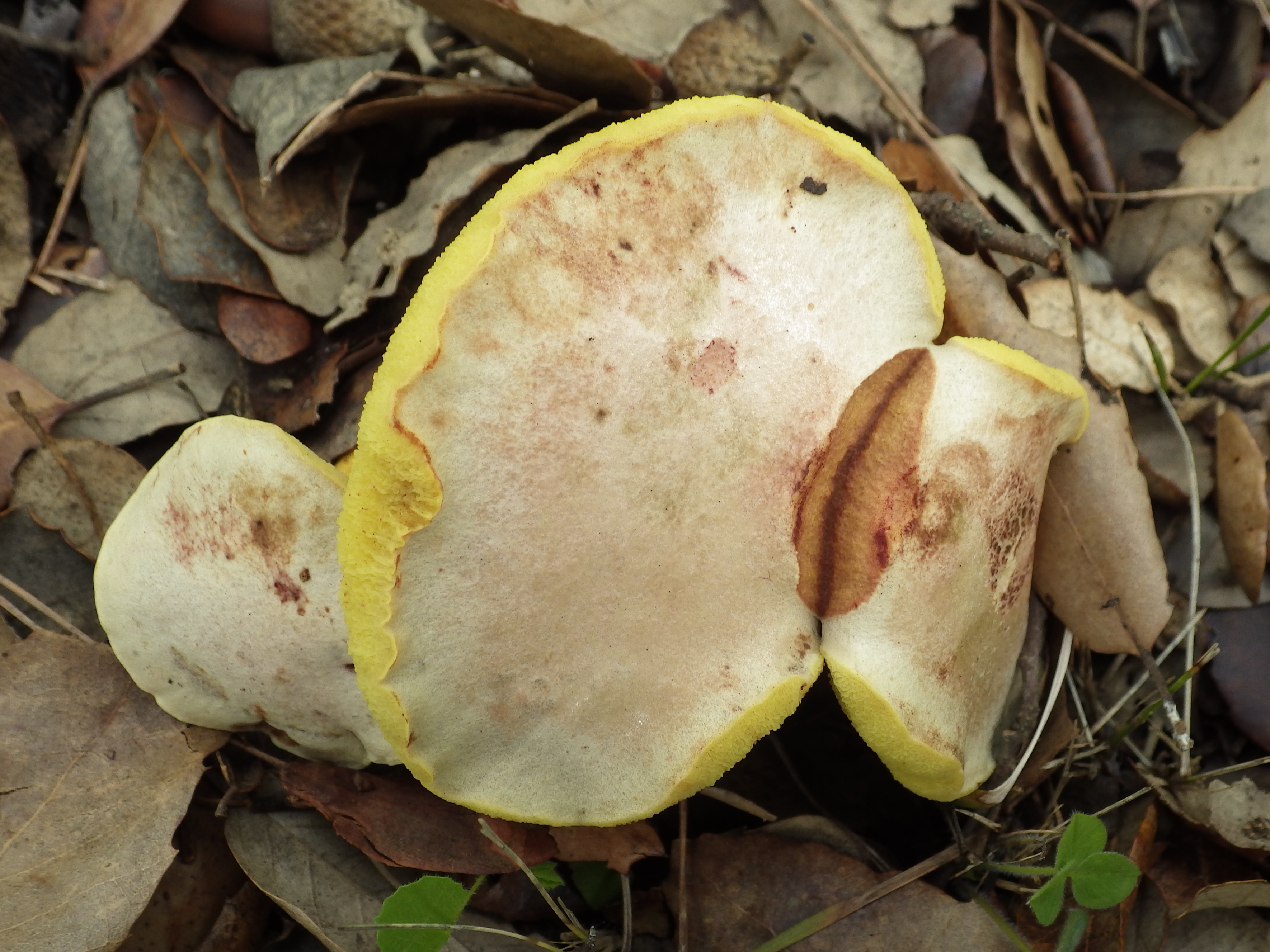
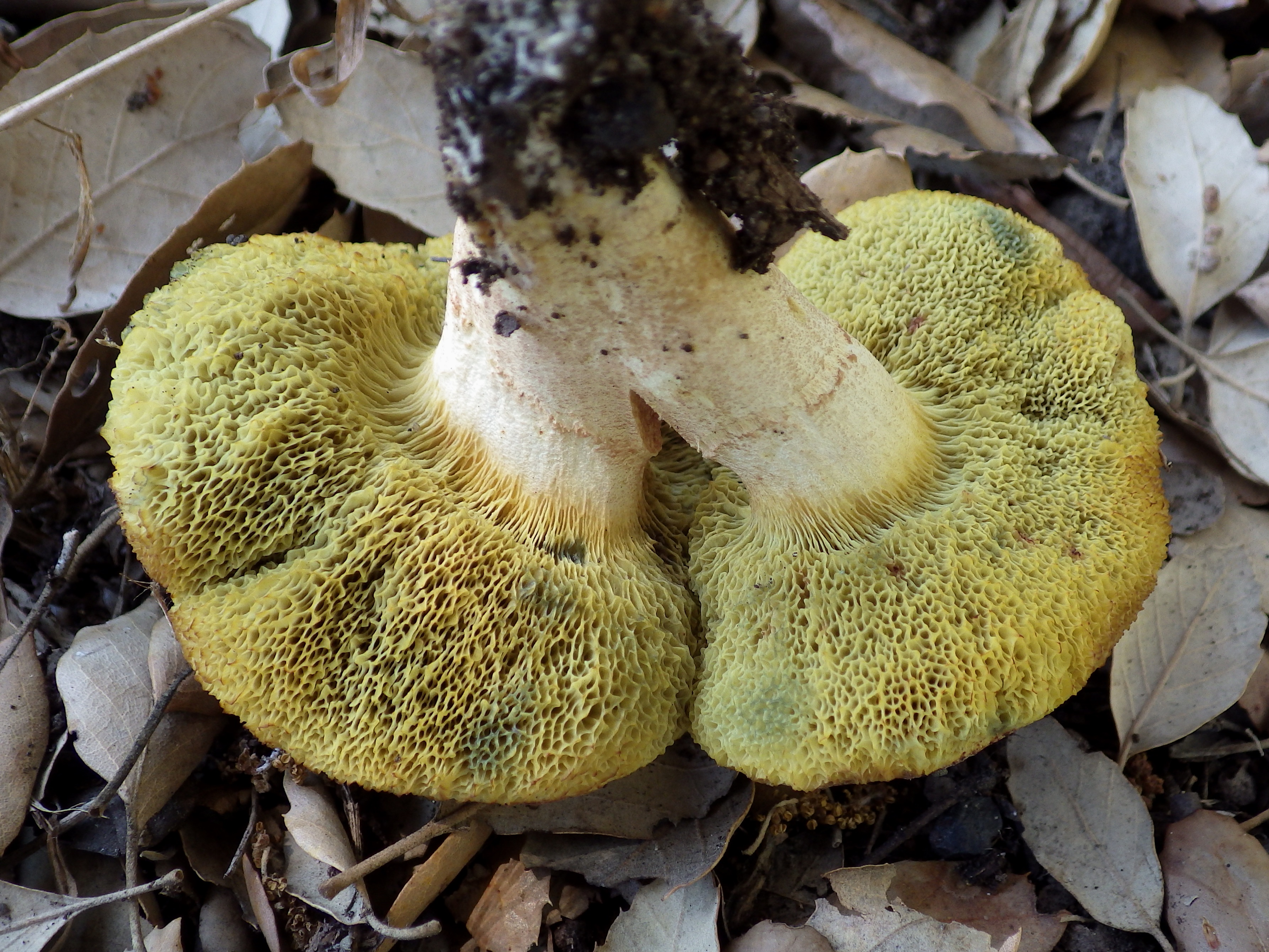
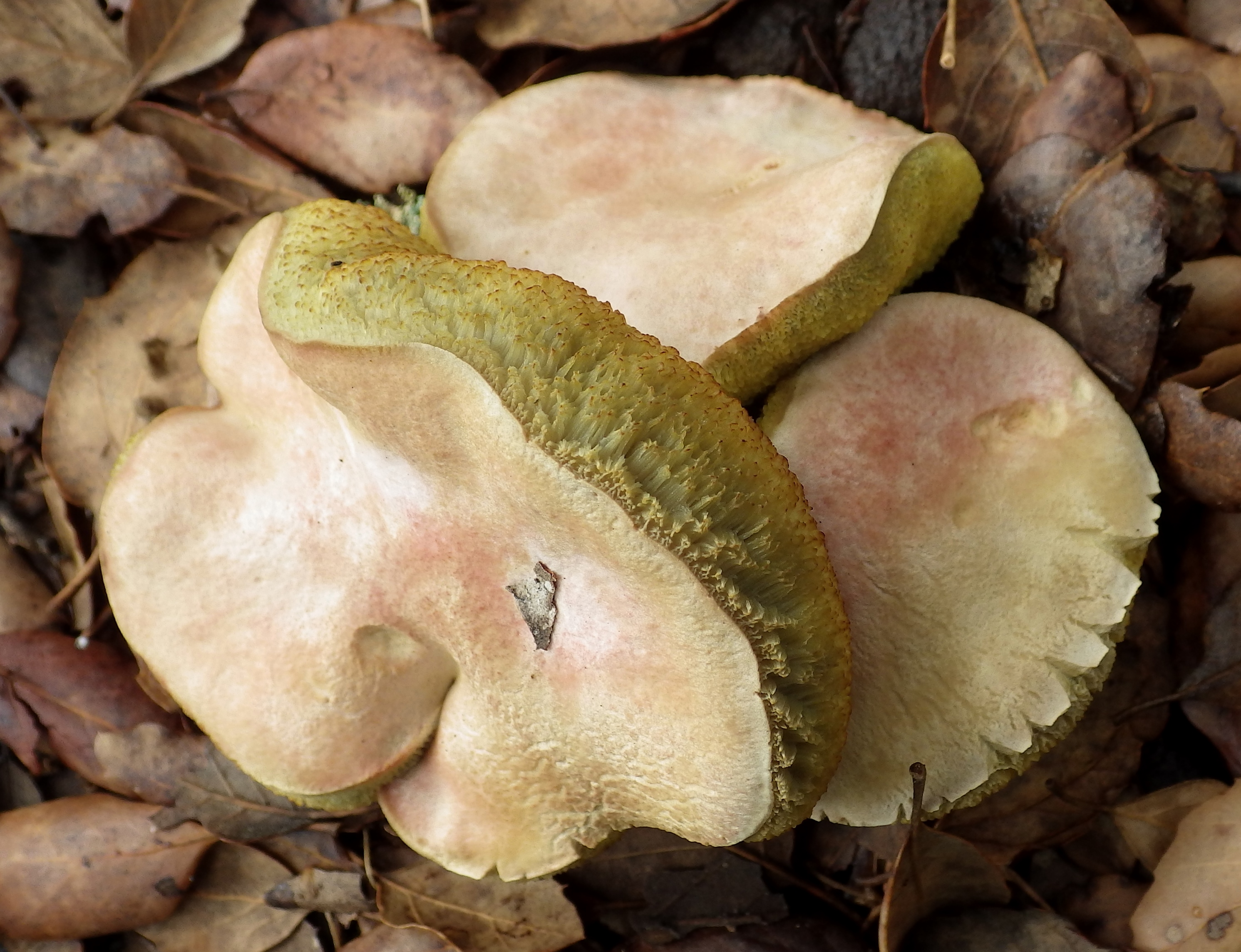
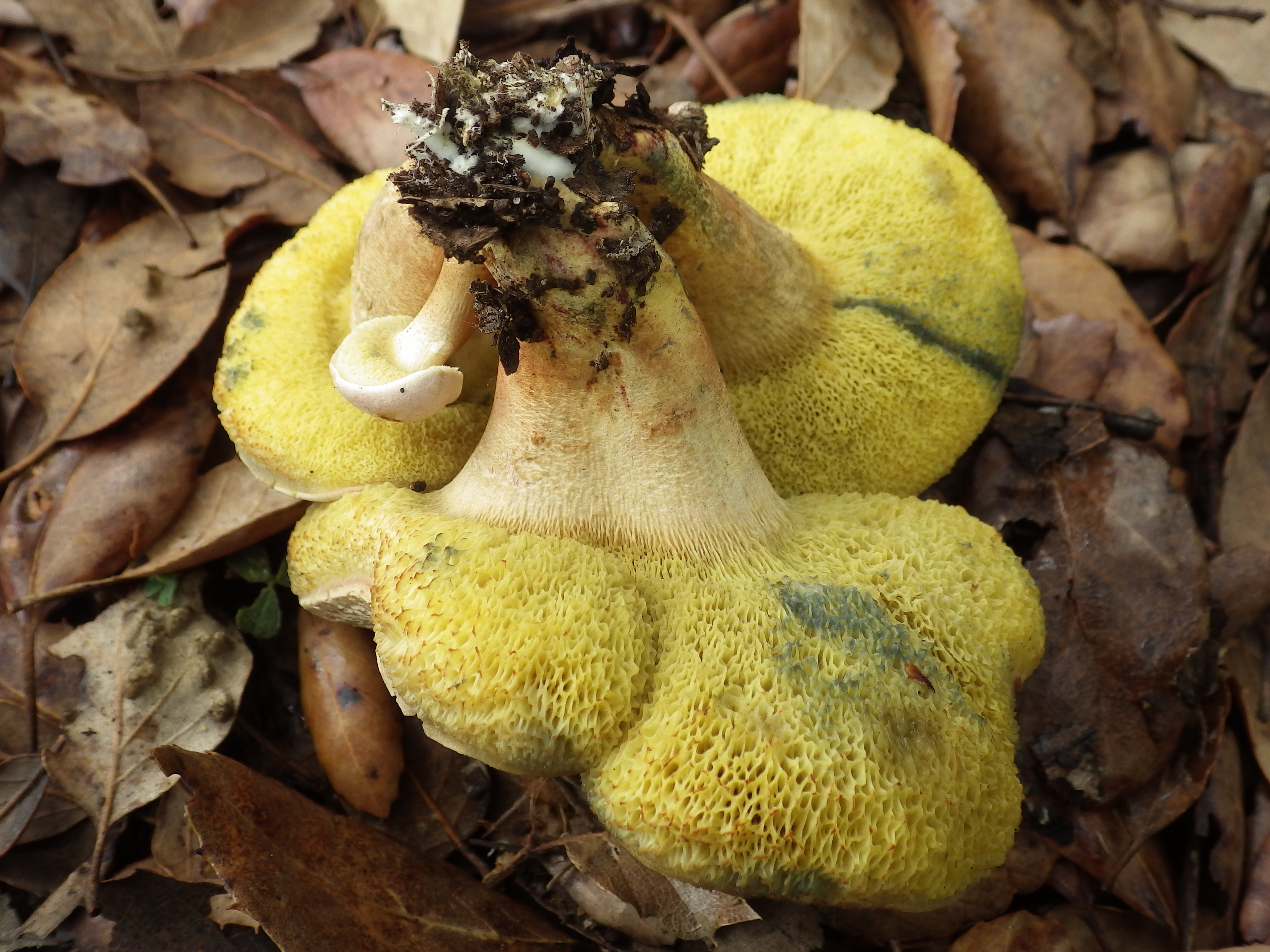
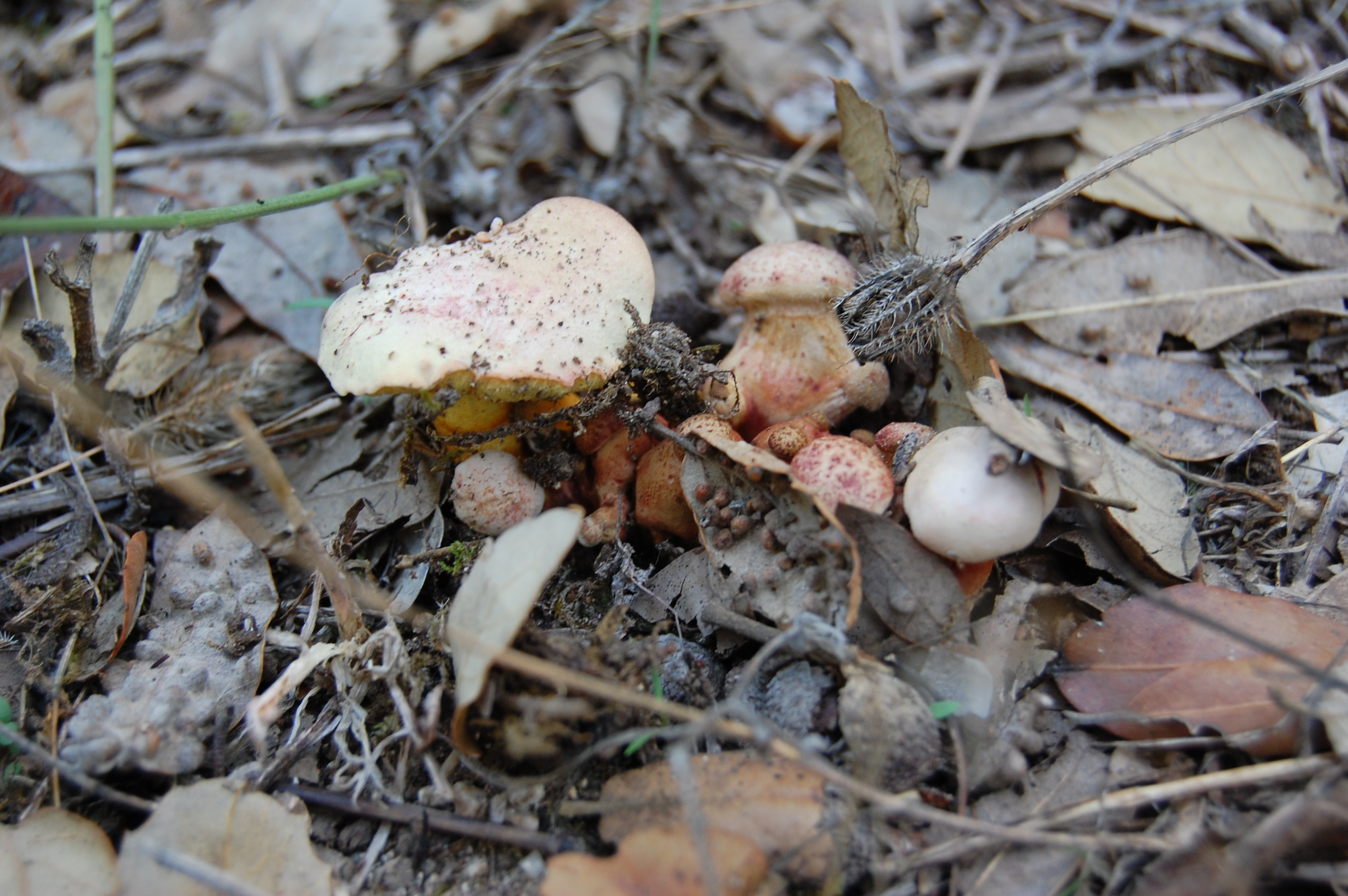
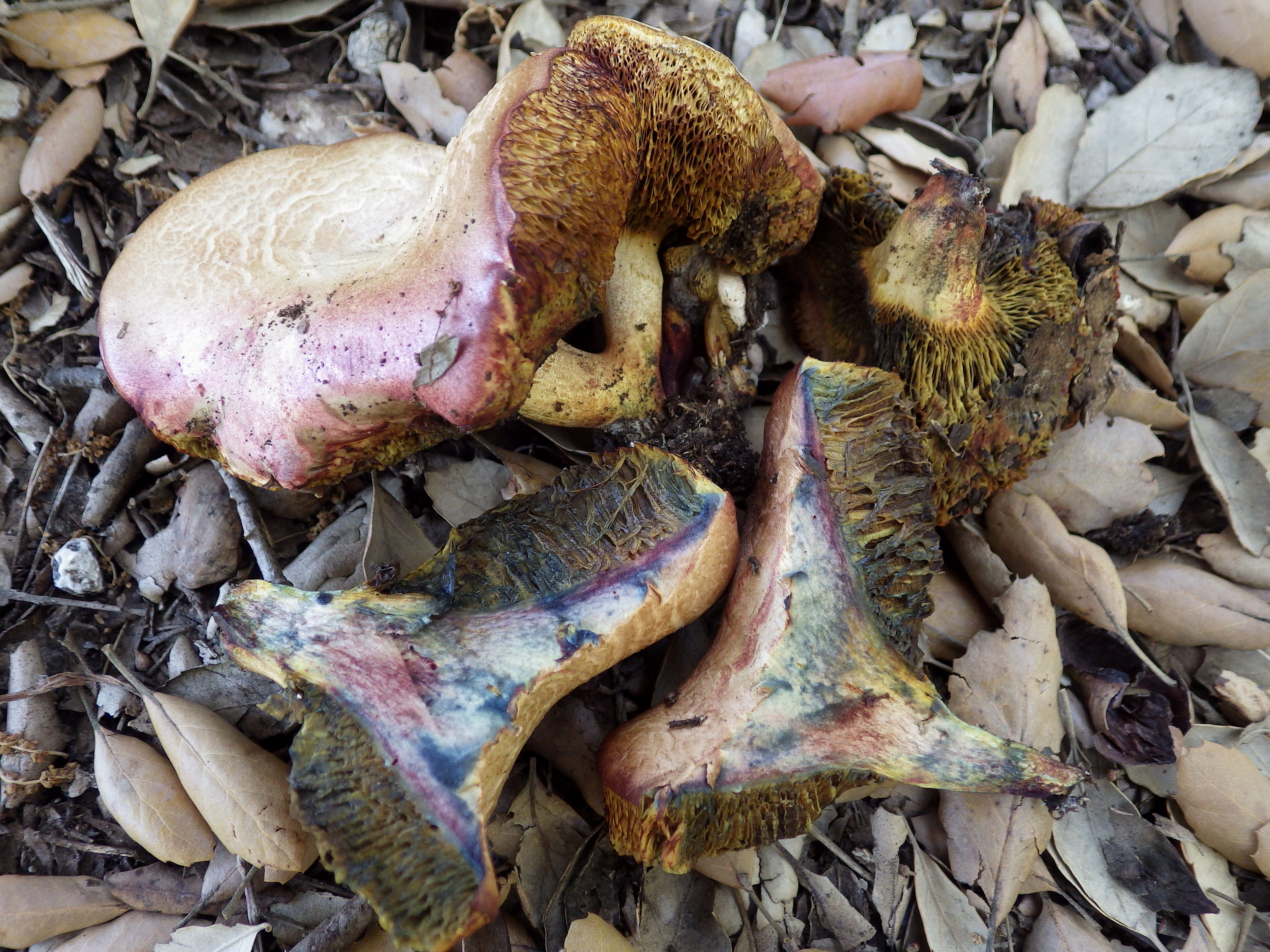

## Habitat et distribution
Il s'agit un champignon ectomycorhizien, poussant surtout sous les chênes, souvent en touffes, dans les régions méditerranéennes.

## Comestibilité
Comme tous les Xerocomus au sens large, c'est une espèce d'intérêt culinaire donné comme moyen de par sa saveur peu prononcée. Elle est comestible après cuisson, de préférence en retirant le pied et en privilégiant les jeunes spécimens fermes dont les tubes ne sont pas très développés. De par sa rareté, qui devrait de toutes façons inciter à ne pas le rechercher à des fins de consommation, il ne fait l'objet d'aucune consommation traditionnelle ou occasionnelle, de sorte qu'il est à considérer comme sans intérêt alimentaire .

## Confusions possibles
- Le Bolet chamois (Hortiboletus bubalinus), au chapeau brunâtre plus pâle vers les bords, bleuissant uniquement au dessus des tubes à la coupe et à la chair rose juste sous la cuticule, venant des lieux herbeux. Sans intérêt alimentaire.
- Le Bolet couleur de pêche (Rheubarbariboletus persicolor), bleuissant surtout au niveau du chapeau, sans teintes roses dans sa chair. Sans intérêt alimentaire.